# Марв
Марв, сокращённо от Марвин — персонаж и один из главных героев графических романов «Город грехов» американского писателя и художника Фрэнка Миллера. В 2005-м и 2014 году роль Марва исполнил актёр Микки Рурк. Признан одним из лучших персонажей кино и комиксов британским изданием Empire

## Личность
Марв представляет собой человека с внешностью настоящего гиганта-верзилы, с подходящей к внешности тёмной репутацией. Рост Марва в описании комикса превышает 2 метра, он обладатель поистине богатырского телосложения, под стать своему волевому несгибаемому характеру. Лицо Марва изображено с грубыми гротескными чертами, что мешает ему в отношениях с женщинами; кроме того, всё лицо пересекает огромный шрам, полученный им в разборке. Причёска Марва одинакова во всех выпусках с его участием — флэттоп, говорящая о его армейском прошлом.
Недюжинная сила Марва результат не только полученный от природы, но и навыки полученные в многочисленных схватках, будь-то детский приют, улицы Бэйсин-сити, армия или война (по всей видимости, Вьетнам). Вполне возможно последствия схваток и сказались на его психическом здоровье, о чём повествуется в комиксах, говоря о его кратковременных потерях памяти и галлюцинациях. Кроме того Марв во время схватки попадает в состояние боевого неистовства, что наводит страх не только на окружающих, но прежде всего на него самого: он боится впадать в бешенство.
Несмотря на то что Марв и сам считает себя тупым громилой, в сложных ситуациях он способен проявлять недюжинный уровень интеллекта и хитрости. Так он смог прокрасться в охраняемые резиденции братьев Рорк, а также особняк Дэмиана Лорда, при этом действуя напролом и убивая и калеча всех попадавшихся под руку. Однако, к примеру попадая в руки врагов которые сильнее его самого, он способен подвести противника в ловушку и жестоко с ним расправиться. Его манеры в обращении с противниками не назовёшь гуманными, и скорее герой имеет откровенно садистские наклонности, но вместе с тем он отличает хорошее от плохого, и суд Линча устраивает только над негодяями.
Одежда Марва составляет смесь армейского и городского стилей: поверх обычной белой майки Марв носит длинное широкое пальто при любой погоде; ноги прикрыты кожаными штанами с тяжёлыми армейскими ботинками. Во многих сценах Марв отбирает верхнюю одежду у своих поверженных противников, чаще всего это пальто, со словами: «Знатное, как я погляжу, у вас пальтишко».

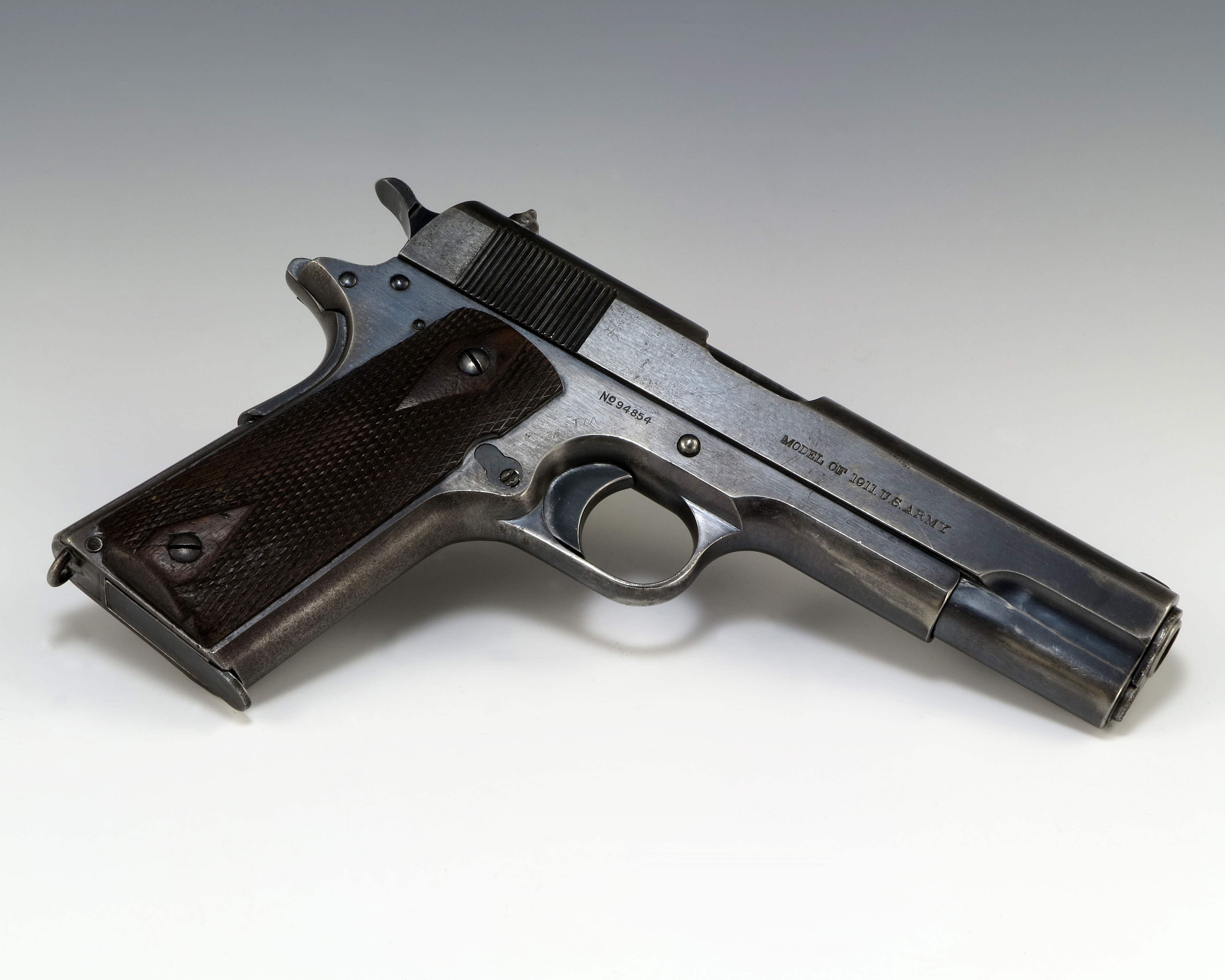
Та самая «Глэдис»

В дополнительных материалах к фильму «Город Грехов» создатель Марва, Фрэнк Миллер, описывает его как органичное слияние двух его самых любимых тем: Средневековье и нуар. В итоге, по словам Фрэнка, у него получился некий образ Конана в пальто.

### Вооружение
Излюбленным оружием Марва является его пистолет Глэдис, названный в честь монахини-воспитательницы Марва, которая отличалась жёстким нравом. Ведя допрос или схватку, Марв проявляет изощрённую фантазию и изобретательность в выборе оружия, от топора и пилы до колючей проволоки.

### Отношения с женщинами
| «                          | Большинство людей думают, что Марв просто сумасшедший. Я же думаю иначе: ему просто не повезло родиться в не своё время. Он человек другой эпохи. Родись он на свет, когда на полях сражений лилась реками кровь, а топоры хищно вгрызались в тела своих врагов - то это был бы его дом. Или арена римского амфитеатра, где взяв в руку меч, он стал бы настоящим героем публики, а женщин, таких как Нэнси, кидали бы к его ногам. | » |
| — Дуайт Маккарти, Sin City | |   |

Из-за своего неотёсанного вида и обезображенного лица Марв страдает комплексами по отношению к слабому полу, которые его или боятся или, в лучшем случае относятся к нему как к защитнику. Марв считает чувством долга прийти на помощь даме; это показано в комиксе Женщина ради которой убивают, по отношению к Аве Лорд, которую, по её словам, притеснял её муж, также он без колебаний заступился за Нэнси Каллахан, отомстив сенатору Рорку и его брату епископу, уже за смерть Голди. Тем не менее, некоторые женщины к нему относятся довольно дружелюбно. Так к Нэнси Каллахан он испытывает платоническую любовь; Дуайт Маккарти в своих размышлениях отмечает это, говоря, что родись Марв в древние времена [а не в двадцатом веке] такие красотки как Нэнси сами прыгали бы в руки Марва. Сама Нэнси испытывает к своему покровителю и защитнику дружеские чувства. Другой его подругой является его офицер по надзору Люсиль; Марв и Люсиль относятся друг к другу по дружески и не раз шли на выручку, например Люсиль не только защищала его перед лицом закона, но и вместе со своей возлюбленной лечила Марва от психических заболеваний, а он, после её смерти, жестоко отомстил её убийцам.
Как показано в комиксе и в фильме ни одна женщина, не отвечала ему взаимностью как в любви, так в сексе, из-за его уродства или страха перед ним. Его первой женщиной стала элитная проститутка и главарь проституток Бэйсин-сити Голди, которая отдалась Марву, ища у него защиты. Однако смерть Голди повергла его в настоящее неистовство; не сумев защитить ту единственную кто ответила ему взаимностью Марв объявил войну самому могущественному клану Бэйсин-сити. Пожалуй единственной женщиной испытывающей к нему любовь стала Венди, которая поначалу пыталась убить Марва, думая, что это он убил её сестру. Перед казнью Марва она посетила его в тюрьме и призналась ему в любви.

## Признание
- Марв дважды занимал место в рейтингах журнала Empire в качестве одного из 50 лучших персонажей комиксов[1] и 100 лучших персонажей кино[2]

## Отзывы
Пожалуй, самое большое число раз убивают героя Микки Рурка с наращенным подбородком и будто высеченным из камня носом — этакого местного Хеллбоя, разве что без хвоста, который благодаря встрече с доброй златовласой проституткой находит нравственный ориентир: «Ад — это когда ты не знаешь, ради чего живешь». Появление цели в жизни (отомстить за свою убитую возлюбленную) приводит его в итоге на электрический стул, с которого он издевается над палачами, никак не могущими добиться нужной степени прожарки.
Из старых жителей «Города грехов» первым на экране появляется король злых улиц в кожаном пальто (Микки Рурк), пытающийся частично припомнить события первого фильма, а также узнающий, что носит не простое пальто, а «от Бернини», хотя и не может вспомнить, где он взял свои не менее элегантные перчатки на молнии.
— Коммерсантъ

За четыре года боксерской практики Рурк сломал скулу, два ребра, палец, четыре сустава на руке и нос. У него начались провалы в памяти…Новое лицо Рурку долго собирали буквально по кусочкам: урод Марв в «Городе греха» (Sin City, 2002) Роберто Родригеса пропитан жестокой самоиронией.— Коммерсантъ

Но чаще прочих на экране появляется Марв — простодушный громила с габаритами Халка и провалами в памяти, которого играет почти неузнаваемый под слоями грима Микки Рурк. В новом фильме Марв не столько персонаж, сколько часть обстановки, атрибут Города грехов. Его личная новелла «Еще один субботний вечер» — самая короткая, зато в чужих историях он участвует постоянно. Фрэнк Миллер превратил парня чуть ли не в супергероя — Марв помогает всем подряд, применяя богатырскую силу в борьбе за любое дело, которое считает правым.— Игромания

…сквозная сюжетная линия Марва (Микки Рурк), который просто шатается по городу, зависает в баре и периодически ввязывается в разборки. Именно Марв помогает Дуайту (Джош Бролин) отомстить роковой красотке Аве (Ева Грин), а Нэнси (Джессика Альба) — злополучному сенатору Рорку (Пауэрс Бут). И совершенно не важно, что и Рорк, и Марв уже давно вроде бы должны жариться на соседних сковородках в преисподней — Родригес разбивает основы логики с не менее оглушительным звоном и треском, чем Нэнси — зеркала, а Дуайт — головы. Этот город и вправду пачкает всех, а жанр кинокомикса однозначно скорее жив, чем мертв.— Rolling Stone

Кое-кто из первой части снова в деле. Микки Рурк, чье лицо выглядит как артефакт, позорящий профессию пластических хирургов, опять с нами в роли халкообразного Марва. На этот раз у Марва амнезия— Rolling Stone

Авторы будто не учли, сколько времени прошло с момента их фурора 2005 года, и решили снова сыграть на той же скрипке, взяв старых звёзд…и доведя все ключевые приёмы до гротескных: старина Марв в исполнении Мики Рурка теперь разве что не летает словно Супермен, и даже проституток Старого города из лакированной кожи переодели в розовые боа— The Village

За 100 минут экранного времени герои три раза (!!!) берут штурмом поместья, в которых укрылись их враги. При этом в двух штурмах участвует Марв (кстати, блистательно сыгранный Микки Рурком). Да, три штурмовых сцены — не точные копии.— Film.ru

Остальные же герои по-прежнему на своих местах. Ещё больше раздавшийся в плечах Микк Рурк в образе Марва — страшилы с большим сердцем.
В продолжении знаменитого нуар-фильма появятся как старые герои — согласитесь, без загримированного Микки Рурка фильм был бы совершенно не тем, — так и множество новых лиц.— GQ

В новом фильме вернулись многие герои, полюбившиеся по первой части. Марв (Микки Рурк), сгоревший тогда на электрическом стуле — едва ли не главный герой в этом фильме и связывает воедино все четыре новеллы, помогает героям или делом, или советом. Именно он — с завистливым вздохом — произнесёт вслух полуофициальный титул Эвы Лорд: «Я бы за эту женщину смог бы убить!». Жива и Голди, за чью смерть Марв отомстил, залив кровью весь город.— Известия

## В музыке
Марву посвящена песня «The Return of Marv» французского певца Стефана Рока.

## Интересные факты

### ФильмГород грехов
- Микки Рурк был первым актером, официально утверждённым на роль в фильме.
- Все сцены с участием Микки Рурка были отсняты за 2-2,5 недели.
- На съёмочной площадке так и не встретились: Микки Рурк и Джессика Альба, Микки Рурк и Элайджа Вуд (сцены драк с их участием снимались, используя дублеров того или другого актера), Брюс Уиллис и Бриттани Мерфи, Микки Рурк и Рутгер Хауэр.
- Роберт Родригес очень долго не мог найти подходящего актера на роль Кардинала. Как-то раз он шутки ради «вырезал» кадры с участием Рутгера Хауэра из фильмов «Попутчик» (1986) и «Плоть + кровь» (1985) и кадры с участием Микки Рурка из фильмов «Сердце ангела» (1987) и «Бойцовая рыбка» (1983), и склеил их вместе. После этого Родригес понял, что актёр на роль Кардинала найден.
- В течение фильма Марв разгуливает в трех разных плащах.
- 1990 Mercedes 420 SEL (машина, которую Марв забрал у священника)
- Несмотря на то, что в основу фильма были положены новеллы «The Hard Goodbye», «The Big Fat Kill», «That Yellow Bastard» и рассказ «The Customer is Always Right», в картине также содержится крошечный эпизод из новеллы «A Dame to Kill For», в котором Дуайт (Клайв Оуэн) рассуждает о том, что Марв должен был родиться на пару тысячелетий раньше.
- Кандидатура Майкла Мэдсена рассматривалась на роль Марва.
- По ходу действия фильма Марва бьют по лицу 21 раз.
- В одной из сцен Венди избивает Марва, из-за чего все его лицо становится окровавленным, но постоянно кровь держится только на щеке, а при смене кадров она периодически исчезает и снова появляется по всему лицу.

### ФильмГород грехов 2
- В сцене, где Марва впервые показывают в баре, рядом с ним сидит автор комиксов и режиссёр Фрэнк Миллер.